# Förstakammarvalet i Sverige 1872
Förstakammarvalet i Sverige 1872 var egentligen flera fyllnadsval i Sverige. Valet utfördes av landstingen och i de städer som inte hade något landsting utfördes valet av stadsfullmäktige. 1872 fanns det totalt 714 valmän, varav 695 deltog i valet.

## Invalda riksdagsmän
Uppsala läns valkrets:
- Carl Reuterskiöld

Norrköpings stads valkrets:
- John Lenning

Jönköpings läns valkrets:
- Fredrik von Strokirch
- Hartwig Odencrantz

Kronobergs län:
- Carl Holmberg

Kalmar läns södra valkrets:
- Carl Axel Mannerskantz
- Leonard Dahm

Kristianstads läns valkrets:
- Wilhelm Dufwa
- Bror von Geijer

Hallands läns valkrets:
- Carl Hammar
- Oscar Alströmer

Göteborgs och Bohus läns valkrets:
- August Gyllensvaan

Älvsborgs läns valkrets:
- Salomon Larson

Skaraborgs läns valkrets:
- Sven Andersson
- Gösta Posse

Värmlands läns valkrets:
- Olof Nordenfeldt

Kopparbergs läns valkrets:
- Erik Mauritz Sundell

Gävleborgs läns valkrets:
- Fredrik Ferdinand Carlson

Västernorrlands läns valkrets:
- Fredrik Burman